# Dauricina
La dauricina, en anglès:Dauricine, és un blocador del canal de calci. La seva fórmula química és C38H44N₂O₆. És un alcaloide i la principal toxina que apareix a la planta nord-americana Menispermum canadense (moonseed) sovint la seva ingestió resulta mortal.